# Wildt’sches Haus

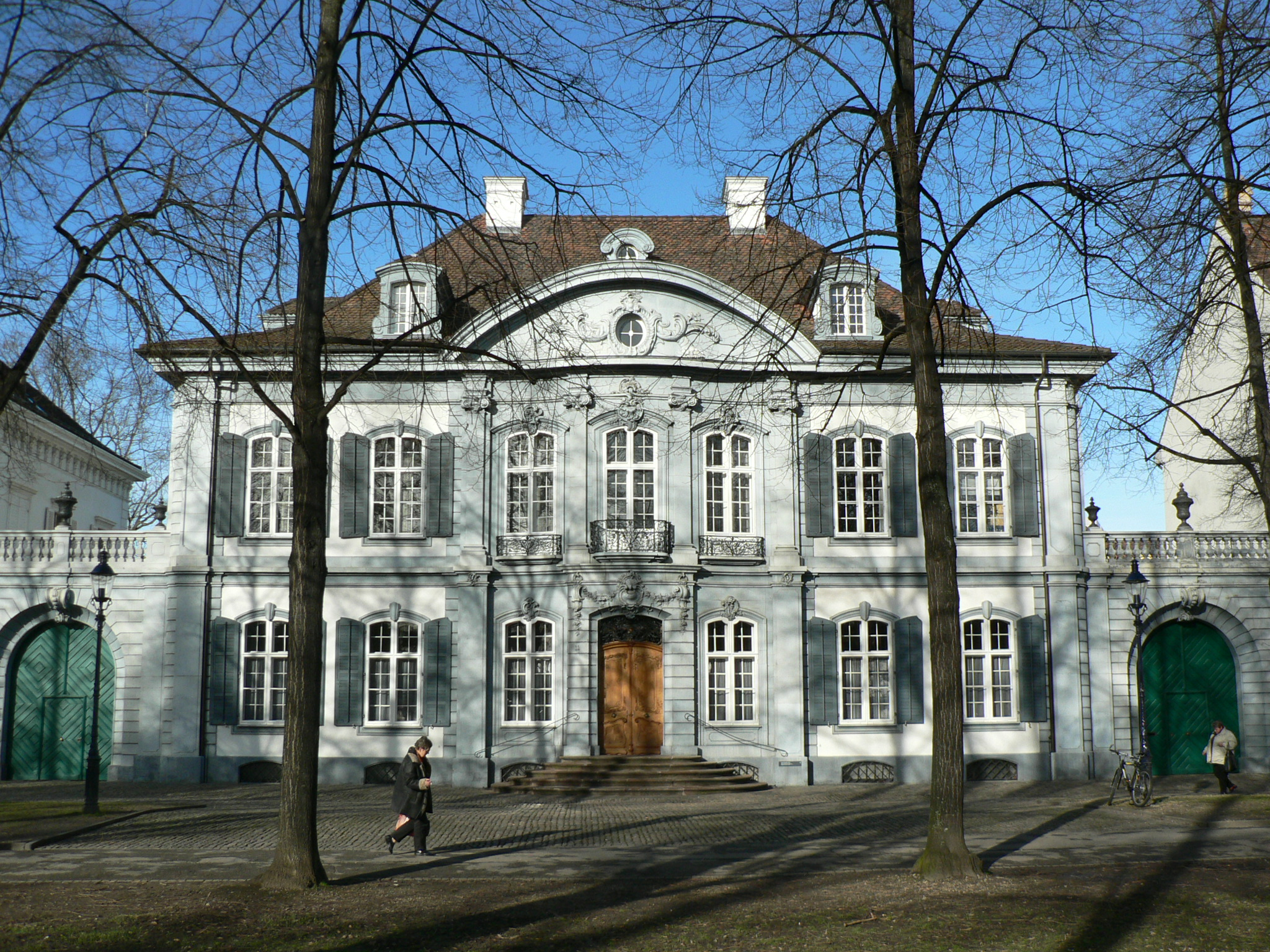
Wildt’sches Haus am Petersplatz.

Das Wildt’sche Haus ist ein Patrizierhaus in Basel.
Das Haus wurde von 1762 bis 1764 vom Architekten und Ingenieur Johann Jacob Fechter am Petersplatz 13 im Auftrag des Seidenbandfabrikanten Jeremias Wildt-Socin (1705–1790) erbaut, der vor dem Anwesen (in der Hebelstrasse) sein Wohn- und Geschäftshaus hatte.
Das Stadtpalais war gedacht für Wildts Tochter Margaretha. Sie bezog es mit ihrem Mann, dem Seidenbandfabrikant, Künstler und Kunstsammler Daniel Burckhard-Wildt im Jahr 1778.
Es ist ausgestattet mit Spiegeln, Kamineinfassungen und Konsoltischen von dem Berner Bildhauer Johann Friedrich Funk. Im Salon sowie im Esszimmer stehen Turmöfen aus der Fayence-Manufaktur Frisching aus Bern.
Das Wildt’sche Haus wurde 1951 in eine Stiftung überführt und wird für Anlässe des Basler Regierungsrats, der Universität Basel und von privater Seite genutzt.

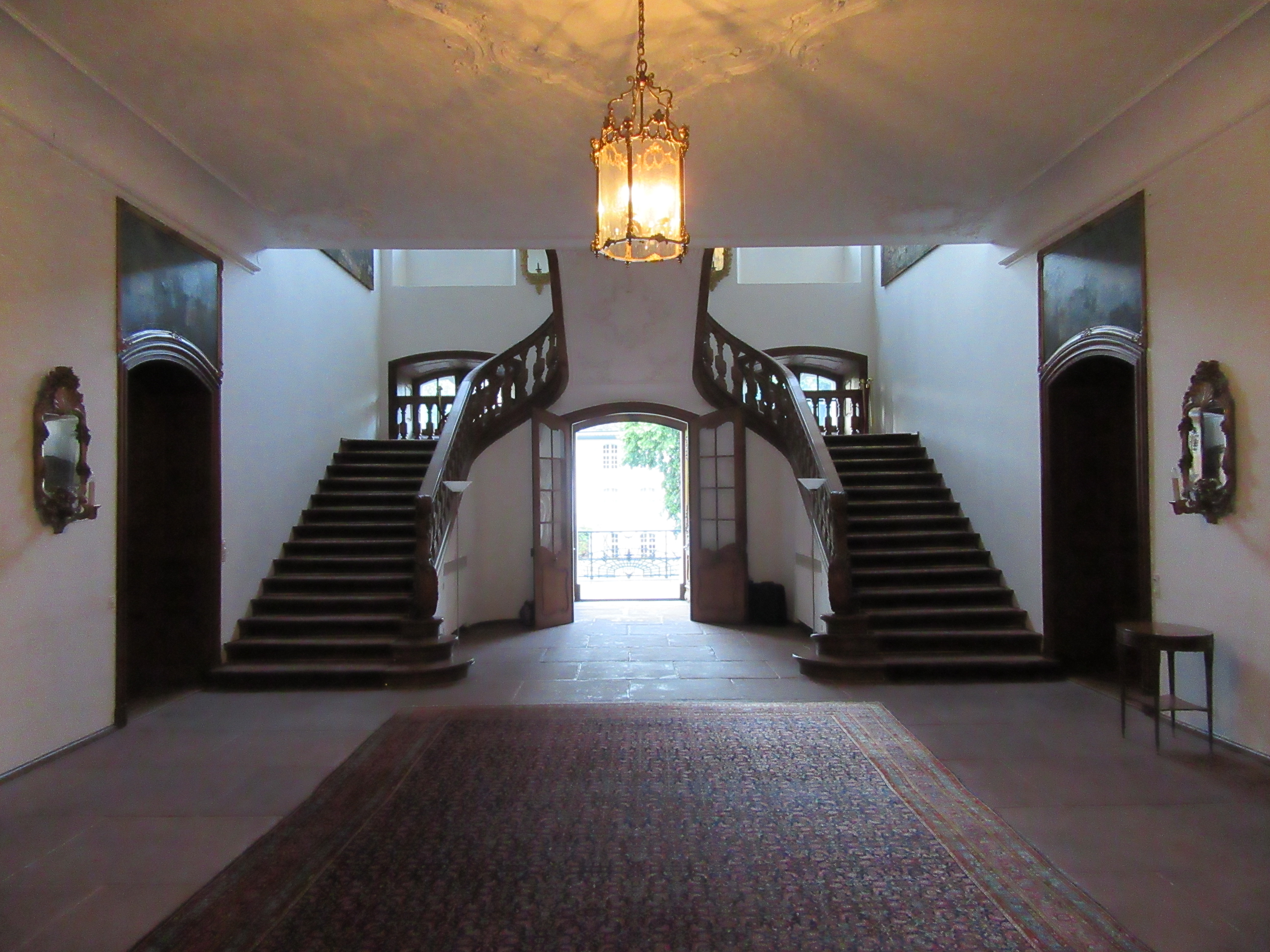
Eingangshalle und Treppe
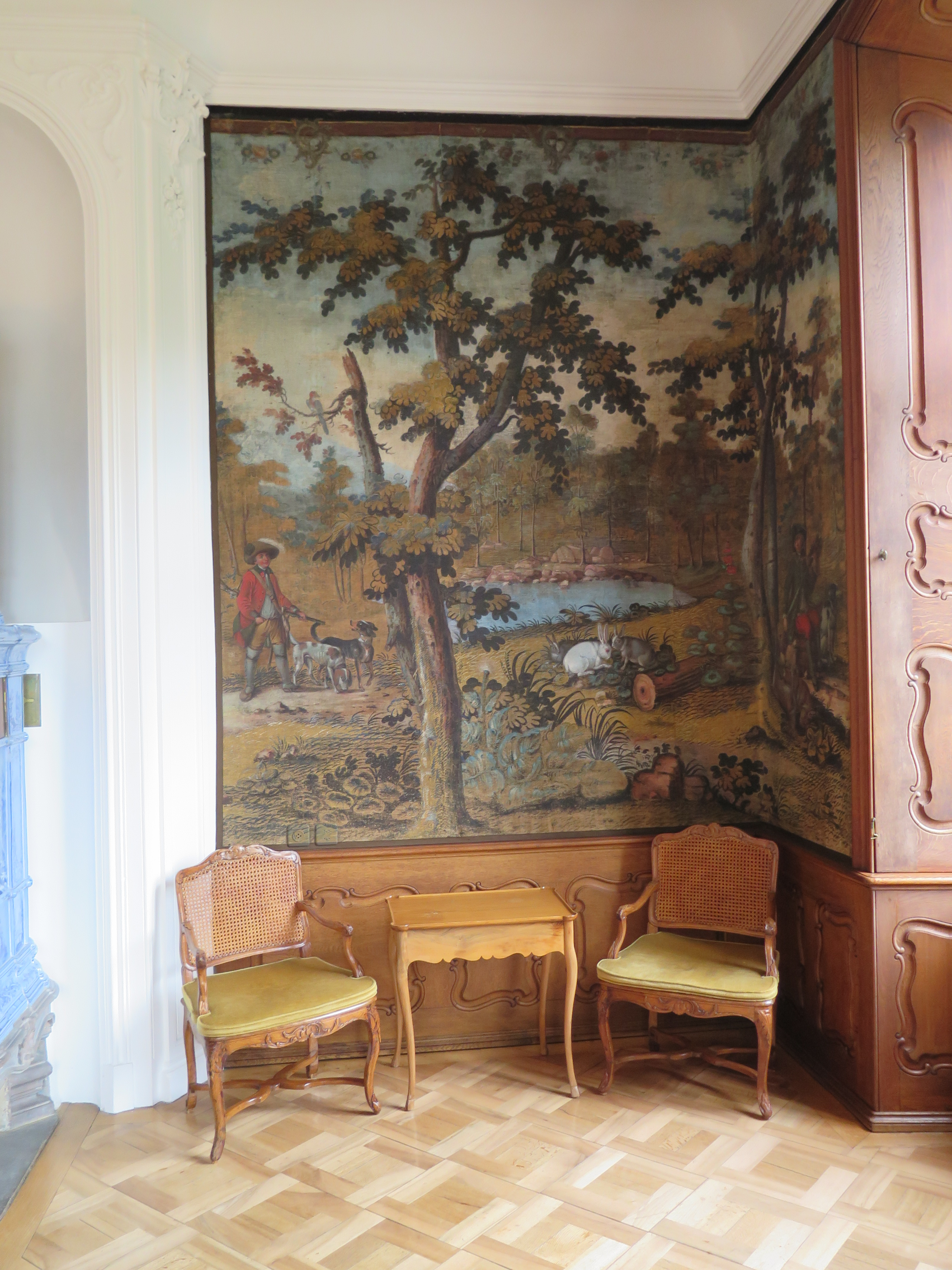
Gemalte Tapete im Gobelinzimmer
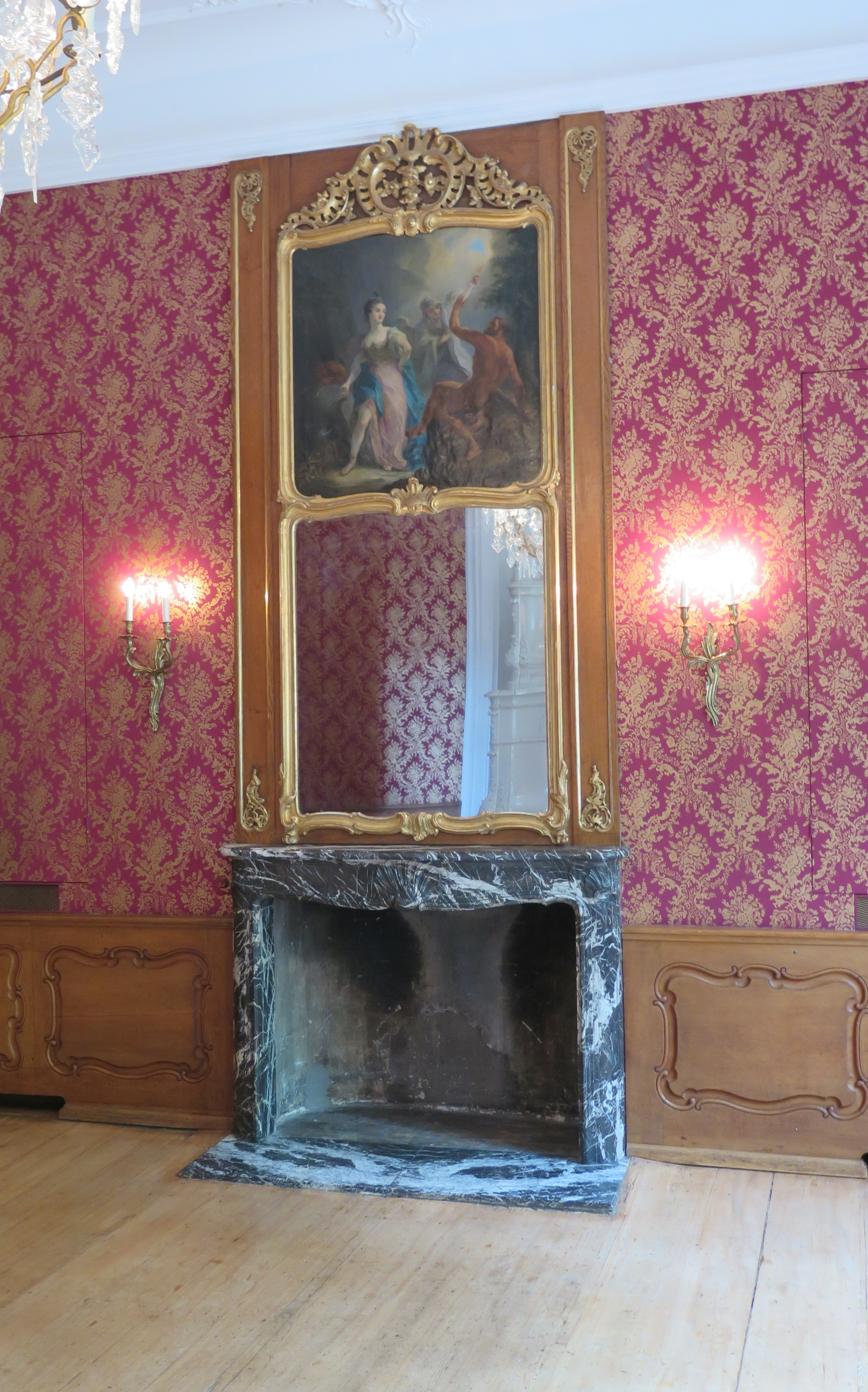
Kamin mit Spiegelaufsatz, aus der Werkstatt von Johann Friedrich Funk d. Ä.
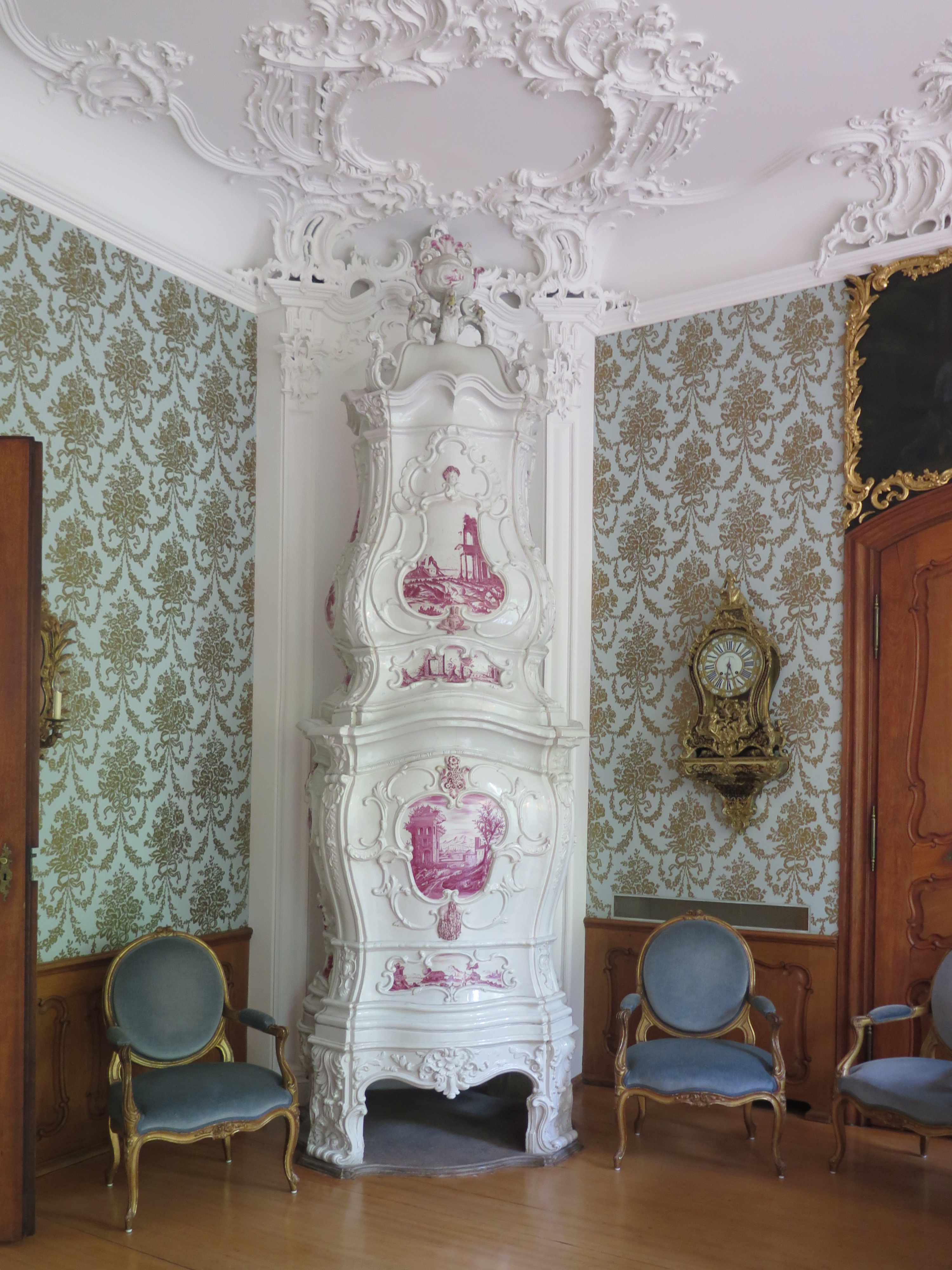
Ofen aus der Manufaktur Franz Rudolf Frisching in Bern, 1776/77
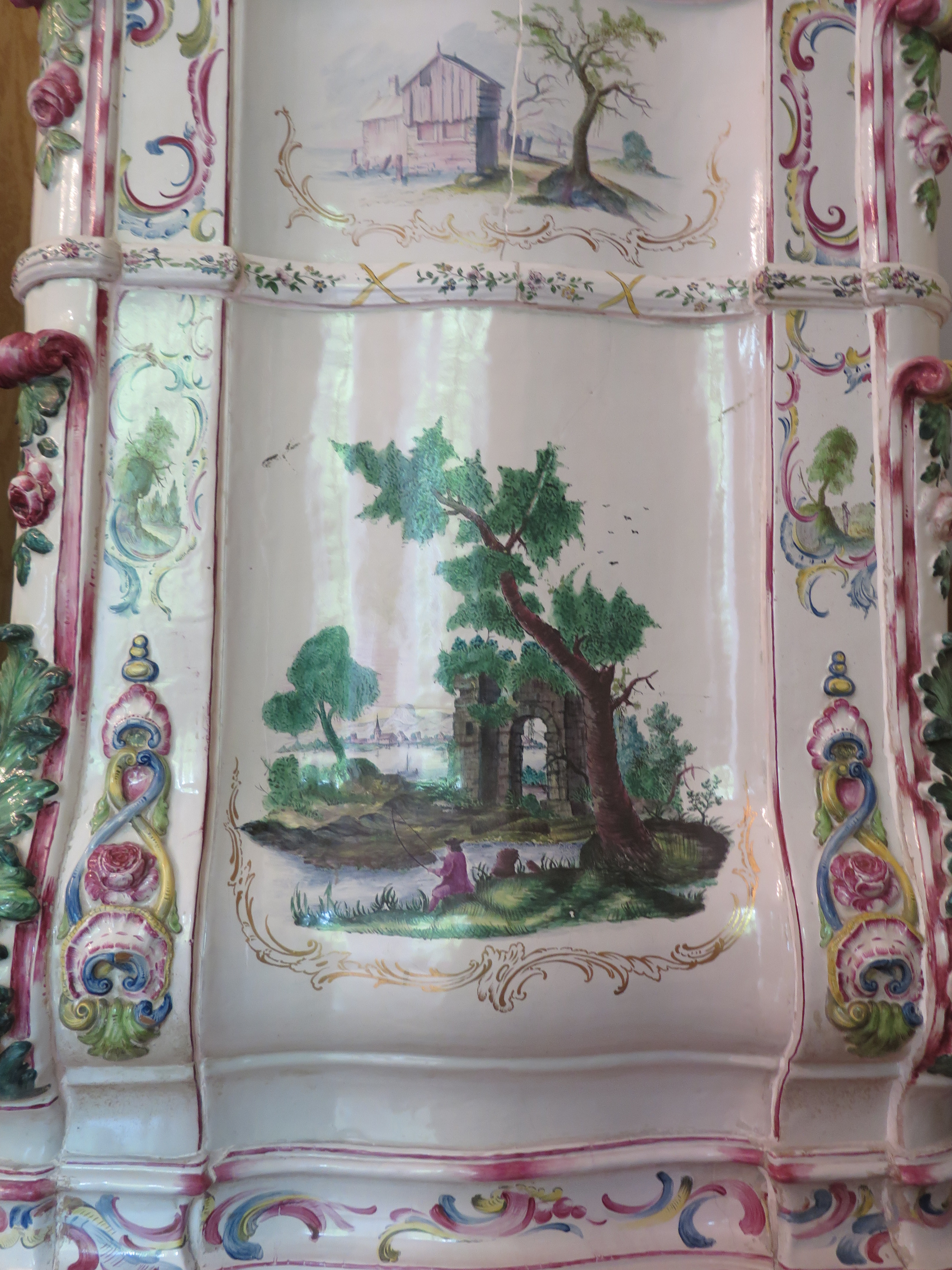
Ofen aus der Manufaktur Frisching (Detail)